# Slanke zegge
De slanke zegge (Carex strigosa) is een vaste plant, die behoort tot de cypergrassenfamilie (Cyperaceae). De soort staat op de Nederlandse Rode lijst van planten als zeer zeldzaam en matig afgenomen. De plant komt van nature voor in Europa en lijkt sterk op de boszegge (Carex sylvatica), maar verschilt daarvan door de snavellengte van de vrucht en omdat deze soort geen twee maar zes tot tien nerven op het urntje heeft. Het aantal chromosomen 2n = 66.
De polvormende plant wordt 50-100 cm hoog en vormt kruipende wortelstokken. De driekantige stengel is in het midden ongeveer 1 mm dik. De bladeren zijn 5-10 mm breed en hebben een ruwe rand. De bladscheden zijn driekantig. De onderste bladscheden zijn lichtbruin en vezelig.
De slanke zegge bloeit in mei en juni met aan de top van de bloeiwijze één mannelijke en daaronder drie vrouwelijke aren. De tot 8 cm lange vrouwelijke, losbloemige aren zijn 2-3 mm dik en hangen in een later stadium sterk voorover. De vrouwelijke bloemen hebben drie, groenwitte stempels. De lichtgroene, spitse, kale urntjes hebben zes tot tien duidelijke nerven. Het urntje is een soort schutblaadje dat geheel om de vrucht zit.
De vrucht is een bruin, driekantig en ruim 3 mm lang nootje
en heeft geen of een zeer korte, iets scheefstaande, afgeknotte snavel.
De plant komt voor in loofbossen op natte, kalkhoudende tot zwak zure grond.

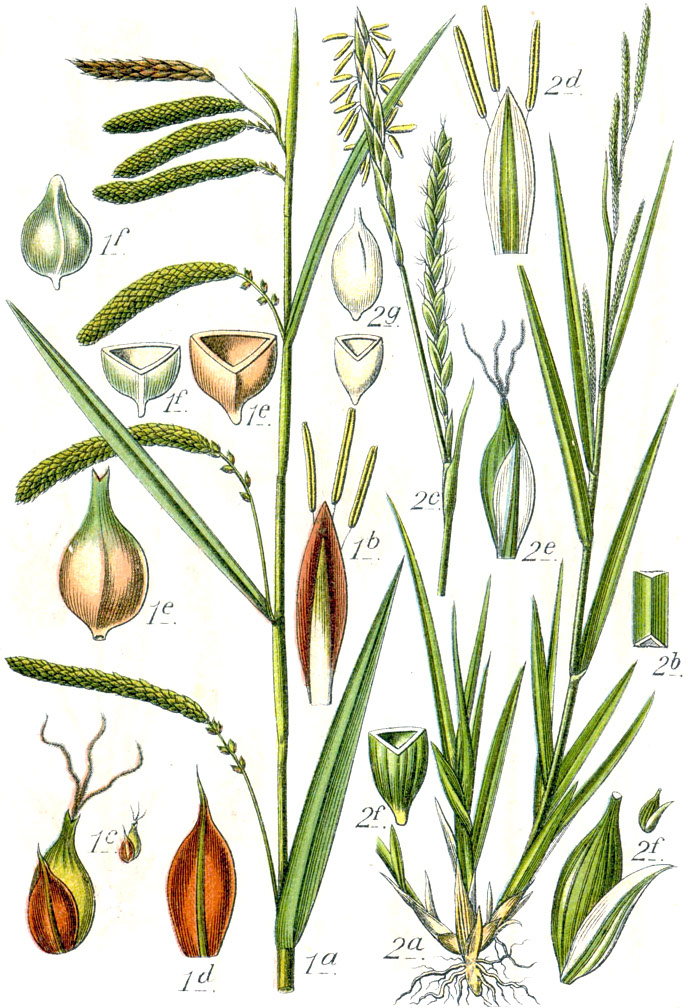
2 = Slanke zegge
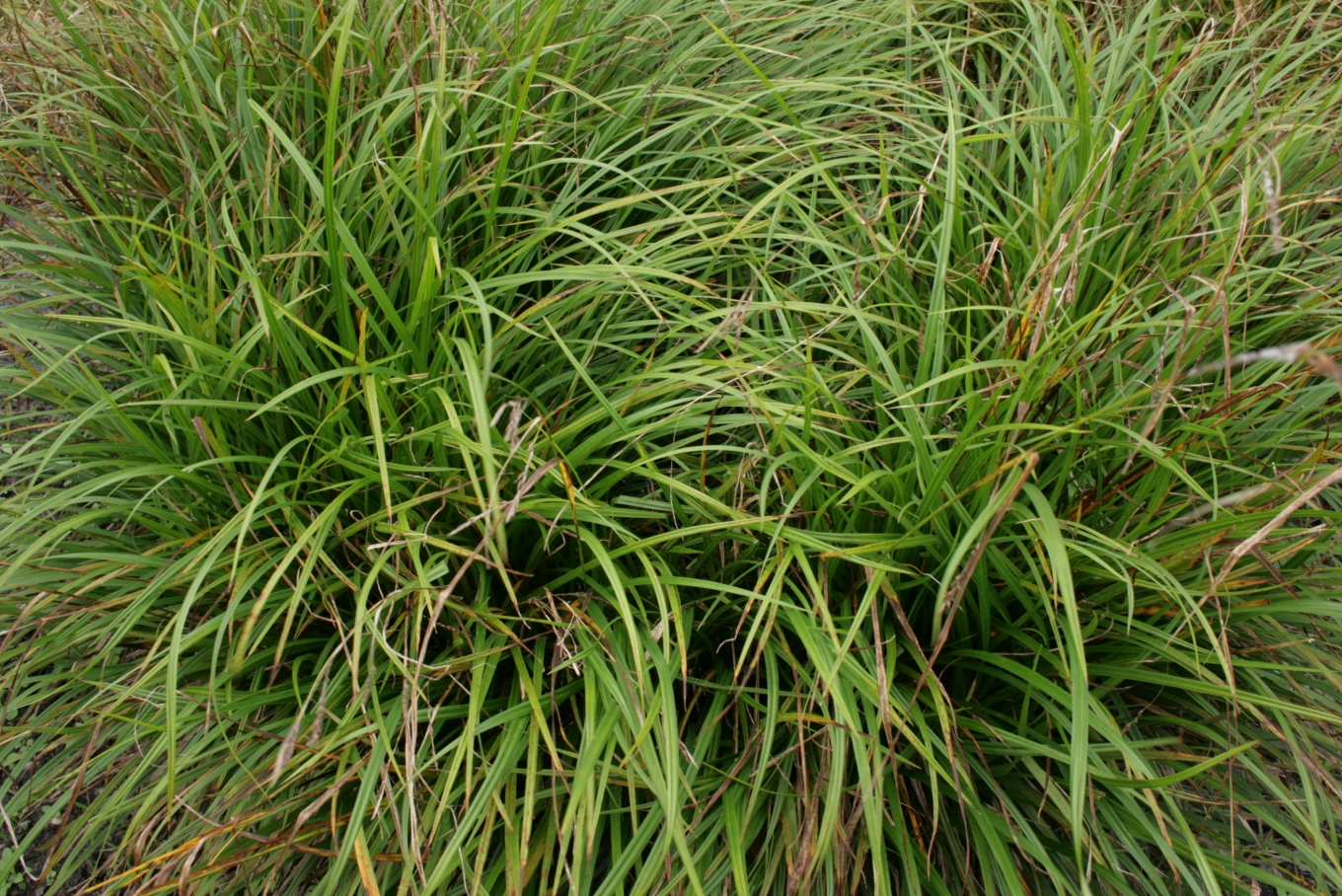
Plant
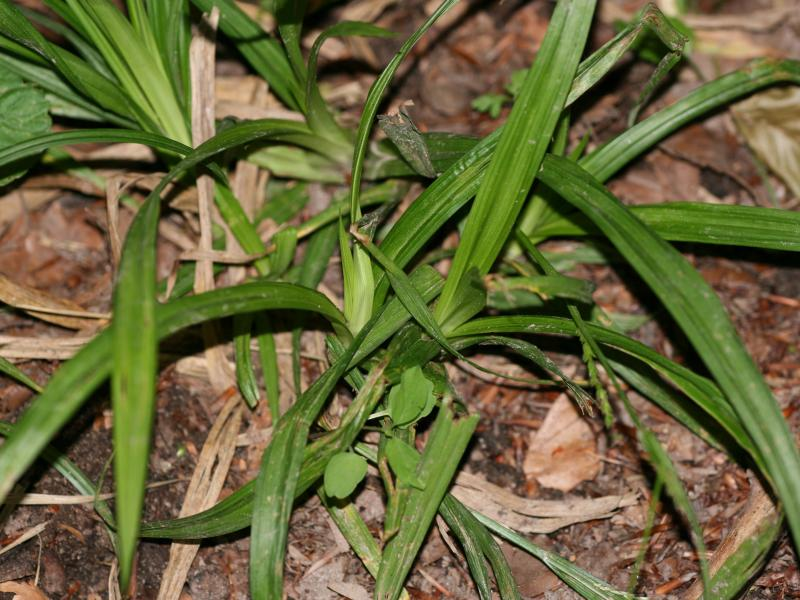
Grondbladeren